# Siewiersk (Rosja)
Siewiersk (ros. Северск) – miasto zamknięte w Rosji, w obwodzie tomskim, nad Tomem (dopływ Obu), pozostające w gestii Federalnej Agencji Energii Atomowej Rosatom (Государственная корпорация по атомной энергии «Росатом»). Liczy 106 tys. mieszkańców (2020). Założone w 1949 jako „Skrytka pocztowa №5” (ros. Почтовый ящик №5). Prawa miejskie Siewiersk posiada od 1956. W miejscowości znajdują się zakłady chemiczne (produkcja plutonu, a także m.in. chłodziarek, proszków metalurgicznych, magnesów wysokoenergetycznych, piezoceramiki), a także rozlewnie piwa, wody mineralnej. W Siewiersku znajdują się również instytucje kultury, m.in. teatry, muzeum.

## Przemysł nuklearny w Siewiersku
6 kwietnia 1993, podczas czyszczenia kwasem azotowym, doszło do wybuchu zbiornika reaktora wytwarzającego pluton. Wybuch wytworzył chmurę radioaktywnego gazu. Magazyn „Time” określił ten wybuch jako jedną z największych katastrof jądrowych.

## Miasto zamknięte

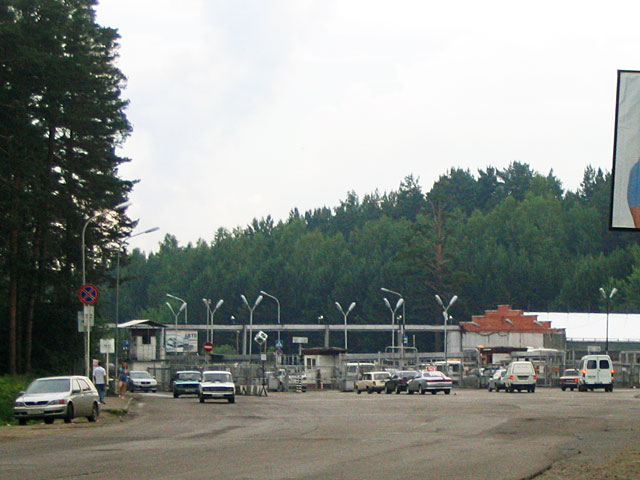
Główny punkt kontrolny na wjeździe do miasta

Przez wiele lat mieszkańcy mieli ograniczone możliwości wyjazdu (nawet czasowego) z miasta. Po opuszczeniu Siewierska mieszkańcy musieli deponować przepustki na przejściach i nie wolno im było rozmawiać o miejscu pracy czy zamieszkania z osobami niebędącymi rezydentami Siewierska. Dopiero w 1987, ze względu na duże zapotrzebowanie na pracowników oraz rozwój miejscowej politechniki, zostały zniesione pewne ograniczenia w dostępie do miasta.
Pomimo formalnego usunięcia tajnego statusu miasto wciąż pozostaje zamknięte dla nierezydentów. Miasto ma sześć punktów kontrolnych, gdzie podróżni muszą okazać zezwolenie na wjazd lub dokument poświadczający status rezydenta. Zezwolenie na wjazd do miasta może być udzielone przez właściwe władze, przez instytucję podlegającą odwiedzanym lub za pośrednictwem rezydenta (będącego na przykład członkiem rodziny zapraszanego). Przed majem 2007 odwiedzający wnioskowali o przepustki w biurze w Tomsku. Obecnie odwiedzający mogą się ubiegać o przepustkę na głównym punkcie kontrolnym.